# Senator (Schreibwaren)
Senator ist ein großer, weltweitig tätiger Schreibgerätehersteller aus Deutschland. Das Unternehmen wurde 1920 von Georg Merz und dem Drechslermeister Justus Krell unter dem Namen Merz & Krell gegründet. Unterstützt wurden sie von Georgs älterem Bruder  Friedrich Merz. Das Unternehmen gehörte zur Merz-Gruppe und stellte zunächst Holzfederhalter und Drehbleistifte her.

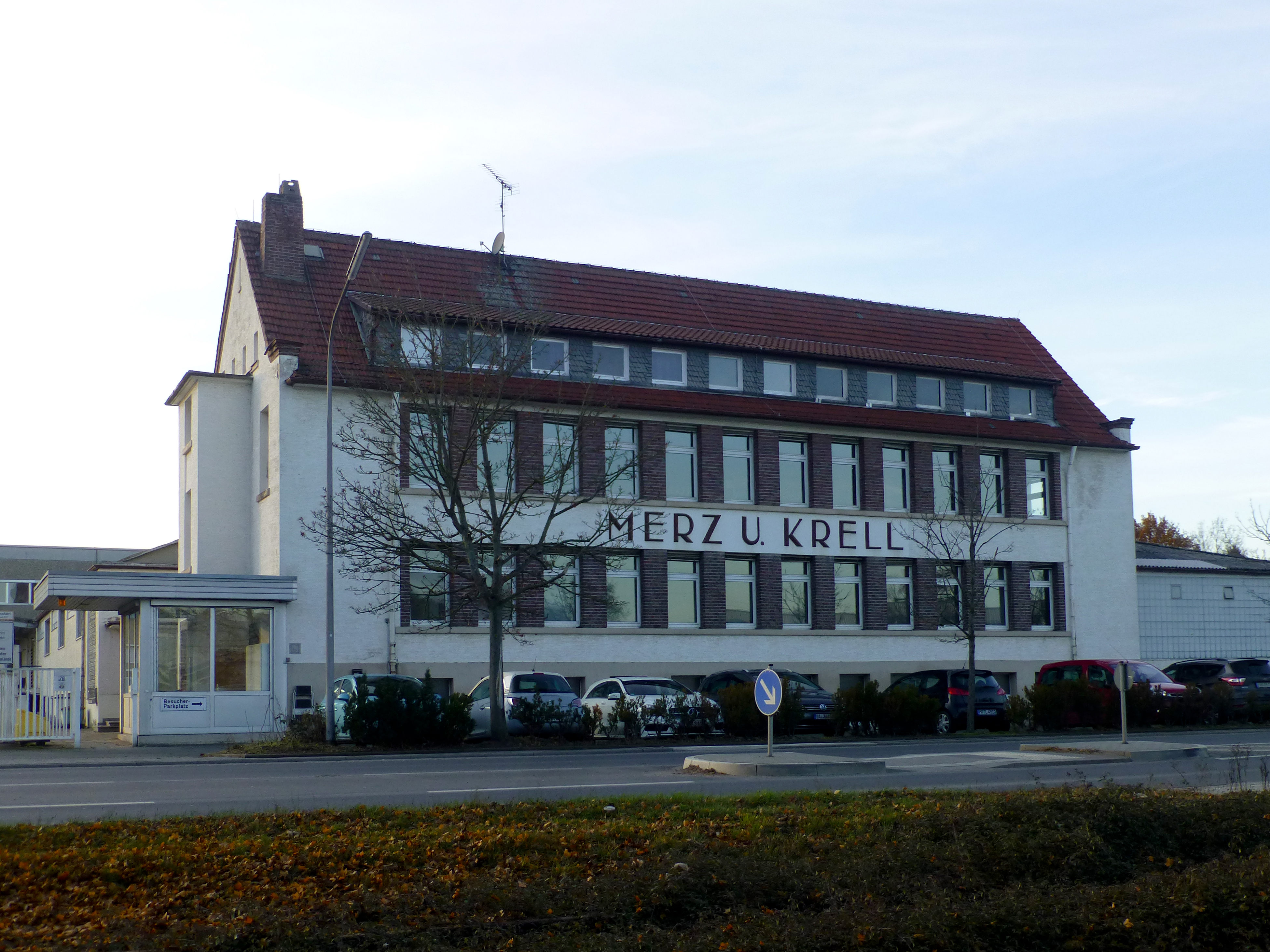
Firmengebäude Merz & Krell

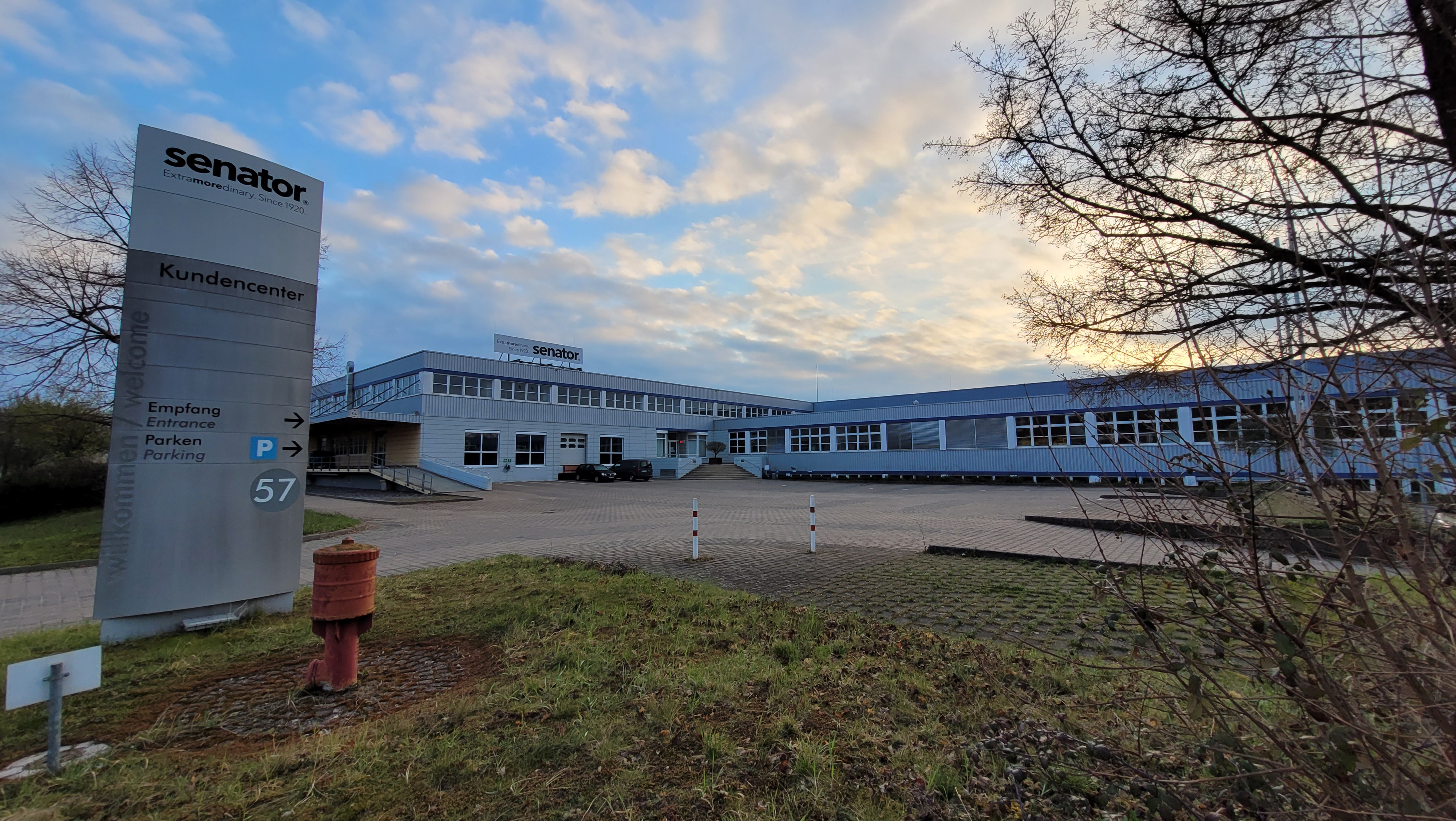
Firmengebäude Senator (Schreibwaren)

Die Firma hat ihren Hauptsitz in Groß-Bieberau im Landkreis Darmstadt-Dieburg in Hessen, am Rande des Odenwaldes, in der Nähe von Darmstadt. Tochtergesellschaften gibt es in Frankreich, England, Indien und Benelux, außerdem eine Repräsentanz in Russland. Ehemalige Standorte sind Polen und die USA. Weltweit sind beim Unternehmen 250 Mitarbeiter beschäftigt. Hergestellt werden die Produkte überwiegend in Deutschland.
Die heutzutage unter den Markennamen Senator verkauften Produkte sind vor allem als Werbeartikel bekannt. Zwei Drittel der in Deutschland hergestellten Mehrwegkugelschreiber stammen angeblich von Senator. Europaweit ist Senator bei Druckkugelschreibern die Nummer 1, weltweit die Nummer 3 (Stand: 2010). Täglich werden etwa eine Million Kugelschreiber produziert.
Von 1973 bis 1978 stellte Merz & Krell für den deutschen Schreibwarenhersteller Pelikan die bereits aus der Produktion genommenen Füllfederhalter-Modelle 120 und 400NN in einer Neuauflage her.
Mit Rou Bill hat das Unternehmen im Jahr 2000 die Marken eines früheren Konkurrenten auf dem Markt übernommen. Das Produktportfolio umfasste zum Zeitpunkt der Übernahme neben Schreibgeräten auch Porzellan- und Keramikartikel, Gläser und Geschirr. Heute werden die Porzellanartikel nahezu komplett in Deutschland gefertigt.
Im Werk Groß-Bieberau werden Kunststoffschreibgeräte und Schreibgeräteminen produziert. Tassen wurden bis 2013 im Werk in Lemgo veredelt, seit 2013 findet die Veredelung in Groß-Bieberau statt.
Bedingt durch eine anhaltende Verlustsituation hat sich der langjährige Eigentümer Merz in 2016 vom Unternehmen getrennt und dieses an einen Finanzinvestor verkauft. Durch einen Management-Buyout ist die Senator GmbH seit dem 18. Dezember 2018 wieder ein hundertprozentiges Familienunternehmen.

## Geschichte

Logo von Senator bis 2017

- 1920: Gründung des Unternehmens Merz & Krell
- 1983: Gründung der Tochtergesellschaft Senator Pens UK
- 1989: Gründung Tochtergesellschaft Senator USA
- 1989: Gründung Tochtergesellschaft Senator France
- 1999: Gründung Tochtergesellschaft Senator Polska
- 2000: Eingliederung des Wettbewerbers Rou Bill
- 2004: Erweiterung des Firmengeländes in Groß-Bieberau
- 2006: Umwandlung von Merz & Krell GmbH & Co KGaA in Senator GmbH & Co. KGaA
- 2016: Ausgliederung aus der Merz-Gruppe, Verkauf an die Kapitalbeteiligungsgesellschaft Perusa Partners
- 2018: Senator wird wieder Familienunternehmen, Kauf durch Geschäftsführer Daniel Jeschonowski

## Weblink
- Webpräsenz von Senator